# Edykt z Fontainebleau

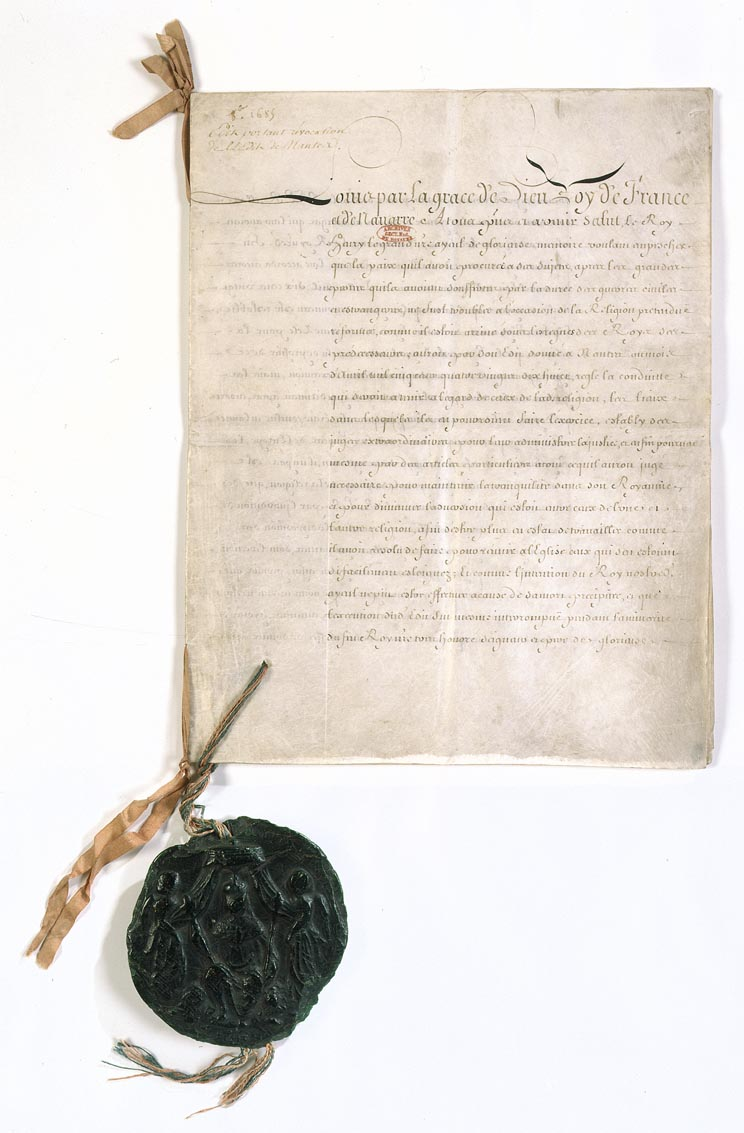
Edykt z Fontainebleau

Edykt z Fontainebleau (fr. Édit de Fontainebleau) – edykt, który wydał Ludwik XIV w październiku 1685 roku odwołujący edykt nantejski z 1598 roku.
Edykt z Fontainebleau nakazywał:
- zniszczenie jeszcze istniejących kościołów protestanckich we Francji
- zamknięcie szkół protestanckich oraz pozwalał na nawracanie siłą na katolicyzm
- nakazywał pastorom kalwińskim natychmiastowe opuszczenie terytorium Francji lub przejście na katolicyzm i pobieranie renty od państwa
- zakazywał świeckim protestantom ucieczki z kraju
- tym, którzy nie chcieli przejść na katolicyzm, pozwalał na wolność sumienia, ale bez żadnego prawa do modlitw, kultu, lektury pism religijnych pod groźbą kary więzienia, a nawet w przypadku recydywy, śmierci

Edykt ten stanowił także oficjalne potwierdzenie trwających od kilku lat prześladowań protestantów zapoczątkowanych w 1681 roku przez dragonady. Król wydał ten edykt m.in. po namowach swojej drugiej żony Madame de Maintenon, nawróconej na katolicyzm hugenotki, która była gorącą zwolenniczką prześladowania protestantów. Niemały wpływ na postawę królowej miał jej duchowy doradca i spowiednik – ojciec François de la Chaise.

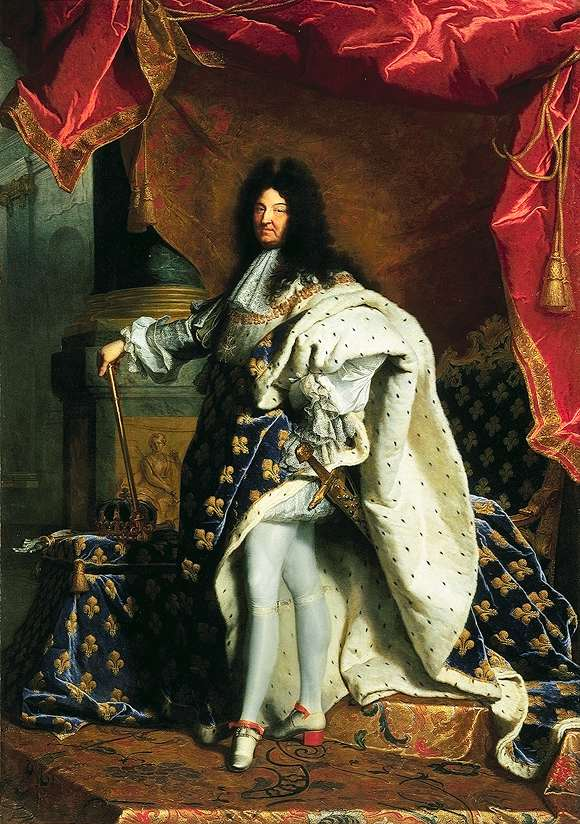
Ludwik XIV

Podejmowane przez protestantów próby odprawiania nabożeństw w miejscach odosobnionych (lasach i w górach) doprowadziło jedynie do grupowych egzekucji. Sytuacja dla protestantów stała się dramatyczna i w rezultacie prześladowań religijnych kraj opuściło pomimo zakazu kilkaset tysięcy protestantów (zwanych hugenotami), którzy znaleźli schronienie w Anglii, Holandii, Szwecji, Szwajcarii, Danii, Prusach. 
17 stycznia 1686 Ludwik XIV stwierdził, że protestantyzm we Francji został praktycznie zlikwidowany: z około 900 tys. protestantów w kraju pozostało ich tylko około 1,5 tys. Twierdzenia te nie odpowiadały prawdzie, ponieważ dość liczna społeczność protestancka zachowała się na południu Francji w Sewennach, gdzie 24 lipca 1702 roku wybuchło powstanie kamizardów.
Ucieczka z Francji tak dużej liczby obywateli, z których większość była wykwalifikowanymi rzemieślnikami i kupcami, stanowiła wczesną formę drenażu mózgów i pociągnęła za sobą zubożenie całych regionów kraju. Hugenoci zabrali ze sobą znajomość ważnych technologii dotyczących produkcji tkanin i jedwabiu, wyrobu zegarów, srebra oraz produkcji mebli i przyczynili się do rozwoju rzemiosła i kupiectwa w innych krajach rywalizujących z Francją.
Po wydaniu edyktu niektórzy władcy starali się zachęcić hugenotów do osiedlenia się w ich krajach – np. Fryderyk Wilhelm wydał pod koniec października 1685 roku edykt poczdamski mający na celu ściągnięcie hugenotów do jego kraju.
Michel le Tellier, jeden z ultrakatolickich państwowców wokół Ludwika, popierał taką regulację całe swoje życie. Umarł w kilka miesięcy po wydaniu edyktu, "dopełniając dzieło swojego życia".